# مرکز تحقیقات سیاست علمی کشور
مؤسسه تحقیقات سیاست علمی کشور یک مؤسسه پژوهشی وابسته به وزارت علوم، تحقیقات و فناوری ایران است. این مؤسسه به‌عنوان کانون تفکر در زمینه سیاست‌پژوهی و سیاست‌سازی علم، پژوهش و فناوری در سطح ملی و به صورت فرابخشی در کنار شورای مذکور ایفای نقش می‌کند. هم‌اکنون این مؤسسه با داشتن شش گروه علمی-پژوهشی با عنوان‌های: (۱) ارزیابی سیاست‌ها و پایش علم، فناوری و نوآوری، (۲) تأمین مالی و اقتصاد علم، فناوری و نوآوری، (۳) سیاست علوم و تحقیقات، (۴) سیاست فناوری و نوآوری، (۵) مطالعات آینده علم و فناوری (۶) مطالعات نظری علم، فناوری و نوآوری، به‌عنوان کانون تفکر در زمینه سیاست«گذاری» علم، پژوهش و فناوری در سطح ملی مشغول فعالیت است. طیف فعالیت های این مؤسسه، در حال حاضر، مواردی همانند سیاستگذاری جزءنگر در چارچوب تعریف‌شدۀ علوم و تحقیقات، سیاست‌پژوهیِ کلان‌نگر و جامع برای توسعۀ فناوری و نوآوری؛ پژوهش‌هایی اقتصادی برای بهینه‌سازی هزینه‌ها و مخارج‌ها، عمق‌اندیشی اخلاقی و فلسفی در ابعاد اجتماعی و انسانی علم، فناوری و نوآوری، مطالعه دوراندیشانه در آینده نامتعین فناوری و نوآوری و ابزاراندیشی در چگونگی ارزیابی تصمیمات و سیاست‌ها و دستاوردهای علمی و فناورانه را شامل میشود.